# Якут аль-Мустасими
Яку́т аль-Муста́сими (араб. ياقوت المستعصمي‎; ум. 1298) — известный каллиграф, живший во времена халифата Аббасидов.

## Биография
Предположительно родился в городе Амасья в греческой семье, в юном возрасте был захвачен в рабство. Затем стал евнухом, принял ислам, после этого взял себе имя Абу аль-Маджд Джамал ад-Дин Якут (جمال الدين أبو المجد ياقوت‎), но был более известен как Якут аль-Мустасими, поскольку служил последнему Аббасидскому халифу аль-Мустасиму.
Аль-Мустасими был рабом, который служил каллиграфом при дворе султана. Большую часть жизни провёл в Багдаде. Учился вместе с Зайнаб Шухдой аль-Катибой (ум. 1178), которая получила знания от учеников Ибн аль-Бавваба. В 1258 году, во время взятия Багдада монголами, укрылся в минарете, поэтому смог избежать гибели. Впрочем, карьера аль-Мустасими процветала и при правлении монголов.
Аль-Мустасими улучшил и систематизировал все шесть основных стилей арабской каллиграфии. Утверждается, что ему было видение улучшенной версии каллиграфического стиля насх. Он улучшил стиль Ибн Муклы заменив ровный тростниковый писчий инструмент обрезанным наискось, что сделало стиль более элегантным. Также аль-Мустасими разработал собственный каллиграфический стиль, который был назван в честь него — «якути». Этот стиль описывают как «особенно элегантный и прекрасный сулюс».
У аль-Мустасими было множество учеников, как среди арабов, так и среди прочих народов. Наиболее известными его студентами были Ахмад ас-Сухраварди и Яхья ас-Суфи.
Аль-Мустасими стал самым известным каллиграфом всего арабского мира. Его каллиграфическая школа веками была популярна среди османских и персидских каллиграфов. Во второй половине XIII века аль-Мустасими получил титул «киблат аль-куттаб» («кибла писцов»).
Аль-Мустасими был крайне плодотворным каллиграфом. По некоторым данным из под его пера вышли более тысячи копий Корана , впрочем, часть копий, возможно, была лишь приписана ему. Другие источники утверждают, что аль-Мустасими изготовил 364 копии Корана. Считается одним из последних великих средневековых каллиграфов He was the last of the great medieval calligraphers..